# Phyllophaga squamifera
Phyllophaga squamifera är en skalbaggsart som beskrevs av Frey 1976. Phyllophaga squamifera ingår i släktet Phyllophaga och familjen Melolonthidae. Inga underarter finns listade i Catalogue of Life.